# Штейнмец, Себальд Рудольф
Себа́льд Рудо́льф Ште́йнме(т)ц (нидерл. Sebald Rudolf Steinmetz; 6 декабря 1862, Бреда, Нидерланды, Королевство Нидерландов — 5 декабря 1940, Амстердам, Королевство Нидерландов) — нидерландский этнолог, социолог, социограф и историк права.
Автор многочисленных работ в области социологии и этнологии. Создатель амстердамской школы социологии, занимавшейся исследованием географической среды в жизнедеятельности социальных групп. Был известен как апологет войны, которую рассматривал в качестве фактора способствующего общественному прогрессу.

## Биография

Обложка русского издания «Философии войны» Себальда Рудольфа Штейнмеца

Родился 6 сентября 1862 года в Бреде в семье подполковника Иоганна Рудольфа Штейнмеца и Кристины Вильгельмины Боогаарт. Отец преподавал нидерландский язык и историю в Королевской военной академии в Бреде, был культурным человеком, по мировоззрению агностиком и позитивистом, поддерживал отношения с политиком Александр де Саворнен Ломан. Позднее семья переехала в Гаагу, где отец Штейнмеца получил новое назначение.
Окончив в Гааге гимназию Штейнмец в 1880 году поступил в Лейденский университет, где изучал право, закончив его в 1886 году. Во время учёбы также посещал лекции по философии, физике и биологии. Здесь же он познакомился с будущим философом Герардусом Неймансом, который стал его другом и оказал сильное влияние на предпочтение эмпирических исследований другим типам методологии.
После получения степени магистра Стейнмец поступил в Лейпцигский университет, где учился у Вильгельма Вундта (экспериментальная психология), Пауля Эмиля Флехсига (психиатрия) и Фридриха Ратцеля (география).
Во время проживания в Лейпциге в 1891 году он женился на Марте Иоганне Физель, однако 1893 году их брак вскоре распался. В 1894 году Стейнмец женился во второй раз. Его второй женой была Вильгельмина (Вилли) Бихуис, в браке с которой родился сын. Их супружество продолжалось до смерти Вильгельмины в 1921 году.
Весной 1888 года из-за денежных трудностей Стейнмец вернулся в Нидерланды в Лейден, где работал над своей диссертацией по теме «Этнологические исследования о первом развитии наказания: наряду с психологическим трактатом о жестокости и мести», которую защитил в 1892 году (это была вторая редакция диссертации, поскольку первой Штейнмец оказался недоволен и поэтому уничтожил), получив докторскую степень с отличием. При написании работы он находился под сильным влиянием трудов Герберта Спенсера «Изучение социологии» и Эдуарда Тайлора «Первобытная культура». Примечательным оказался такой факт, что когда его научный руководитель Виллем Ван дер Влугт посчитал, что диссертация Штейнмеца ещё не готова и отправил её на рецензирование Тайлору, то последний оказался очень благосклонным в своей оценке к соискателю. Кроме того он поддерживал отношения с этнологом Джорджем Александром Вилькеном, ставшим в 1885 году профессором Лейденского университета, и которому в 1891 году в одной из своих научных статей выразил слова благодарности.
После непродолжительного пребывания в Велпе Стейнмец вместе с семьёй в 1897 году переехал жить в Гаагу.
В 1895 году стал приват-доцентом этнологии и социологии Утрехтского университета, с 1900 года перешёл на преподавание социологии в Лейденский университет, а затем в Лейпцигский университет.
В 1907—1933 годах — профессор социальной географии и этнологии Амстердамского университета. Здесь он стал преемником первого нидерландского профессора географии Корнелиуса Мариуса Кана, преподавая такие предметы как «политическая география, этнология и страно- и народоведение Восточно-Индийского архипелага». После своего назначения Стейнмец жил поочередно в Амстердаме и Хилверсуме. Он ушёл на покой в 1933 году став эмеритом, но усиленно продолжал заниматься научной деятельностью вплоть до самой смерти.

## Научная деятельность
Стейнмец явно не любил дедуктивный метод в науке, где проверяемые гипотезы составляются в зависимости от используемой теории, полагаясь на индукцию и на эмпирические исследования основанные на позитивистском подходе, который повлиял на его стремление создавать собрание данных. Хотя он испытывал неприязнь к спекуляциям и идеологически обусловленных взглядам, на его мировоззрение сильное влияние оказали эволюционистские и социал-дарвинистские идеи, исходя из которых он был убеждён, что механизм естественного отбора был двигателем каждого изменения в обществе. Доводы биологического характера занимали основное место в объяснении им социальной дифференциации и на её фоне он рассматривал войну как неизбежный механизм естественного отбора.
Штейнмец «стремился дать наукам об обществе своё место в научном мире», что в частности нашло отражение в основании в 1925 году журнала «Человек и общество» (нидерл. Mens en Maatschappij), который с самого начала охватил широкий круг областей, а после 1950 года был строго направлен на социологию. Название журнала тесно связано с архивом Штейнмеца, в котором хранятся исходные материалы многих нидерландских исследований по общественным наукам. И хотя именно его ученики поняли это после Второй мировой войны и не приняли его индуктивный подход. Напротив, поколение социологов после 1945 года отвергало социологию и первоначально следовало структурному функционализму Толкотта Парсонса и Роберта Кинга Мертона.
Возможно, если бы Стейнменц не создал научную школу, то он бы получил известность как харизматический учёный, который мог бы поьудлать многих своих студентов к работе над диссертацей. Его домашние семинары высоко ценились, и он проводил занятия по вечерам в течение недели и по субботам, чтобы предоставить возможность людям, работающим в сфере образования получить, например, степень магистра. Для осуществления этого в 1913 году был основан народный университет. На протяжении всей своей жизни Штайнмец на практике использовал свой идеал народного образования (в то время, которое было отмечено народным подъёмом). На свои занятия прозодившие у него дома Штейнмец приглашал ремесленников и фабричных рабочих для получения образования в области экономики или истории культуры.

## Отзывы
Герман ван дер Вустен отмечал, что несмотря на то, что Штейнмец поддерживал международные связи с другими учёными, тем не менее он так никогда и не стал всемирнопризнанным социологом. По его мнению, причиной этого стал односторонний индуктивизм Штейнмеца, в котором не оставалось места для широкого и всеобъемлющего взгляда на исследуемые вещи. Отсутствие внимания к альтернативным дедуктивным подходам и пренебрежение теоретической разработкой позже было воспринято социологами как недостаток профессионализма в среде амстердамских социологов. Фредерик ван Хик пришёл к следующему выводу: «Теорию часто игнорируют в социологических или социографических исследованиях. Самое поразительное, что в тридцатые годы люди вышли так хорошо, да, это было даже гордо!».

## Научные труды
- «Das Verhältnis zwischen Eltern und Kindern bei den Naturvölkern» // Zeitschrift für Socialwissenschaft, 1898
- Die Philosophie des Krieges, Barth Leipzig, 1907
- Die Stellung der Soziographie in der Reihe der Geisteswissenschaften // Archiv für Rechts- und Sozialphilosophie[англ.], 1913
- Wat is sociographie? // Mens en Maatschappij, 1925
- Die Soziologie des Krieges, Barth Leipzig, 1929
- Die Niederlande. Zentral-Verlag Berlin. Weltpolitische Bücherei Band 15, 1930
- Inleiding tot de sociologie. Haarlem : Bohn, in de reeks «Volksuniversiteitsbibliotheek», 1931 (4e dr., herz. door J.P. Kruijt: 1958)
- Steinmetz (ed.) De rassen der mensheid. Wording, strijd en toekomst. Elsevier Amsterdam , 1938

### Переводы на русский язык
- Штейнметц Р. Философия войны / Пер. с нем. Г. Абрамова. — Петроград: «Образование», 1915. — 328 с.